# Ross Elliott
Ross Elliott , né le 18 juin 1917 dans le quartier du Bronx à New York et mort le 12 août 1999 à Los Angeles, en Californie, est un acteur américain. 

## Filmographie partielle

### Cinéma
- 1943 : This Is the Army de Michael Curtiz : Officer in Magician Skit
- 1947 : The Burning Cross de Walter Colmes : The Combative Striker
- 1948 : Tam-tam sur l'Amazone de John H. Auer : Frank Lane
- 1949 : Streets of San Francisco de George Blair : Clevens
- 1949 : Chinatown at Midnight de Seymour Friedman : Eddie Marsh
- 1949 : Le passé se venge (The Crooked Way), de Robert Florey
- 1950 : Tyrant of the Sea de Lew Landers : Mr. Howard Palmer
- 1950 : Dynamite Pass de Lew Landers : Stryker
- 1950 : Cody of the Pony Express de Spencer Gordon Bennet : Irv - Henchman
- 1950 : Dans l'ombre de San Francisco de Norman Foster : Frank Johnson
- 1951 : Vendeur pour dames de Michael Gordon : Ray
- 1951 : Hot Lead de Stuart Gilmore : Dave Collins
- 1951 : Desert of Lost Men de Harry Keller : Dr Jim Haynes
- 1951 : Chicago Calling de John Reinhardt : Jim
- 1953 : Problem Girls de Ewald André Dupont : John Page
- 1953 : Le Monstre des temps perdus de Eugène Lourié : George Ritchie
- 1953 : Qui est le traître? (titre original : Tumbleweed) de Nathan Juran : Seth Blanden
- 1954 : Ma and Pa Kettle at Home de Charles Lamont : Pete Crosby
- 1954 : Massacre Canyon (en) de Fred F. Sears : Pvt. George W. Davis
- 1955 : African Manhunt de Seymour Friedman : Rene Carvel
- 1955 : Carolina Cannonball de Charles Lamont : Don Mack
- 1955 : Femmes en prison (Women's Prison) de Lewis Seiler : Don Jensen
- 1955 : The Toughest Man Alive de Sidney Salkow : agent de sécurité Cal York
- 1955 : Tarantula ! de Jack Arnold : Joe Burch
- 1956 : Indestructible Man de Jack Pollexfen : Paul Lowe, Attorney
- 1956 : Au sixième jour (D-Day the Sixth of June) de Henry Koster : Maj. Mills
- 1957 : Chain of Evidence de Paul Landres : Bob Bradfield
- 1958 : As Young as We Are de Bernard Girard : Bob
- 1958 : Le Monstre des abîmes de Jack Arnold : Sgt. Eddie Daniels
- 1961 : Les Lycéennes de Harry Keller : professeur Bateman
- 1963 : The Crawling Hand de Herbert L. Strock : adjoint Earl Harrison
- 1964 : Pleins phares de Jack Arnold : Ernie Owens
- 1965 : Wild Seed de Brian G. Hutton : Mr. Collinge
- 1968 : Le Jour des Apaches de Jerry Thorpe : Révérend Yearby
- 1970 : De l'or pour les braves de Brian G. Hutton : Booker
- 1972 : Alerte à la bombe de John Guillermin : Harold Shaw
- 1974 : Act of Vengeance de Bob Kelljan : Sgt. Long
- 1974 : La Tour infernale de John Guillermin et Irwin Allen: le second Député-chef
- 1976 : Gable and Lombard de Sidney J. Furie : Lombard's director
- 1978 : Mr. Too Little de Stuart E. McGowan : capitaine de police
- 1986 : Scorpion de William Riead : Sam Douglas

### Télévision

#### Séries télévisées
- 1950 : Fireside Theatre (en) : Hope Chest (saison 3 épisode 8)
- 1951 : Racket Squad (en) : The Knockout (saison 2 épisode 17) : Harvey Brewster
- 1951 : The Living Christ Series : Fils de L'homme malade
- 1951 : Gruen Guild Playhouse : Hit and Run (saison 1 épisode 3)
- 1952 : Gruen Guild Playhouse : Counterplot (saison 2 épisode 6)
- 1952 : Sky King : Speak No Evil (saison 1 épisode 12) : Frank Carney / Jack Cramer
- 1952 : The Lone Ranger : Word of Honor (saison 3 épisode 12) : Jeff Hope
- 1952 : The Ford Television Theatre (en) : So Many Things Happen (saison 1 épisode 12)
- 1952 : I Love Lucy : Lucy Does a TV Commercial (saison 1 épisode 30) : Directeur
- 1953 : The Lone Ranger : Sinner by Proxy (saison 3 épisode 26) : shérif adjoint Lawson
- 1953 : I Married Joan : Business Exécutive (saison 1 épisode 38) : Steve
- 1953 : Your Favorite story : The Postmistress (saison 1 épisode 26)
- 1953 : City detective : Handcuffs (saison 1 épisode 14) : Chuck Logan
- 1954 : The Ford Television Theatre (en) : Mantrap (saison 2 épisode 18) : Pete Hardesty
- 1954 : Mr. & Mrs. North : Loon Lake (saison 2 épisode 4) : Doc Randall
- 1954 : Public Defender : The Clown (saison 1 épisode 6) : Sgt. Ken Brady
- 1954 : Waterfront : Shipper, Beware (saison 2 épisode 8) : Reece
- 1954 : Fireside Theatre (en) : Crusade Without Conscience (saison 7 épisode 1) : Steve
- 1954 : Fireside Theatre (en) : Lost Perspective (saison 7 épisode 10)
- 1954 : The Pepsi-Cola Playhouse : The Woman on the Bus (saison 2 épisode 11) : Mark Blayne
- 1954 : City detective : Midnight Supper (saison 2 épisode 4) : Horster
- 1954 : Four Star Playhouse : A Championship Affair (saison 3 épisode 12) : Bert Tolin
- 1954 : Schlitz Playhouse of Stars : Little War at San Dede (saison 3 épisode 39) : John Mason
- 1954 : The George Burns and Gracie Allen Show (en) : Dolores De Marco, George's Ex-Vaudeville Partner (saison 4 épisode 29) : Daryl Dittenfest
- 1954 : The George Burns and Gracie Allen Show (en) : Mortons Exchange Houses with the Gibsons from New York (saison 4 épisode 39) : The Luggage Clerk
- 1954 : The George Burns and Gracie Allen Show (en) : George Invites Critics to Watch First Show of Season (saison 5 épisode 1) : Jack Hellman
- 1954 : Cavalcade of America (en) : Crazy Judah (saison 2 épisode 25) : Theodore Judah
- 1954 : Cavalcade of America (en) : A Man's Home (saison 3 épisode 10) : James Otis
- 1954 : General Electric Theater : That Other Sunlight (saison 2 épisode 17)
- 1954 : Letter to Loretta : On Your Honor, Your Honor (saision 2 épisode 8) : Murphy
- 1955 : The Pepsi-Cola Playhouse : The Unblushing Bride (saison 2 épisode 16)
- 1955 : City detective : Desert Ice (saison 2 épisode 17) : Mitch
- 1955 : The Star and the Story (en) : Total Recall (saison 1 épisode 8) : Barrington Howard
- 1955 : It's a Great Life : The Night Watchman (saison 1 épisode 26) : Joe
- 1955 : Big Town : Firetrap (saison 5 épisode 25) : Jackson Tucker
- 1955 : I Love Lucy : Don Juan and the Starlets (saison 4 épisode 17) : Publicity Man
- 1955 : I Love Lucy : Hollywood Anniversary (saison 4 épisode 23) : Ross, agent de publicité
- 1955 : Stage 7 : To Kill a Man (saison 1 épisode 6) : Charles Bowman
- 1955 : Stage 7 : Armed (saison 1 épisode 14) : Major
- 1955 : Soldiers of Fortune : Old Lady's Mine (saison 1 épisode 7) : Rex Laird
- 1955 : Soldiers of Fortune : Run 'Till You Die (saison 1 épisode 23) : Frank
- 1955 : The Millionaire : The Jerome Wilson Story (saison 2 épisode 8) : Sheriff Jack Driscoll
- 1955 : Matinee Theatre : The House on Wildwood Lane (saison 1 épisode 6)
- 1955 : The George Burns and Gracie Allen Show (en) : George and the Missing Five Dollars and Missing Baby Pictures (saison 5 épisode 21) : Ned Brown
- 1955 : Four Star Playhouse : The Executioner (Saison 3 épisode 36) : Dr Rogers
- 1955 : The George Burns and Gracie Allen Show (en) : Gracie Hires a Safecracker for Her Wall Safe (saison 5 épisode 29) : Joe
- 1955 : Schlitz Playhouse of Stars : Wild Call (saison 4 épisode 54) : Melvin
- 1955 : Navy Log (en) : The Frogmen (saison 1 épisode 1) : Marcy
- 1955 : Letter to Loretta : Christmas Stopover (saision 3 épisode 17) : Mr. Hunter
- 1956 : Matinee Theatre : The Century Plant (saison 1 épisode 52)
- 1956 : Fury : The Choice (saison 1 épisode 17) : Richard Landon
- 1956 : Four Star Playhouse : Command (saison 4 épisode 19) : Hofer
- 1956 : Passport to Danger : Marseilles
- 1956 : Jane Wyman Presents The Fireside Theatre : An Echo Out of the Past (saison 1 épisode 28) : Dr Captain David Sherman
- 1956 : Schlitz Playhouse of Stars : Pattern for Pursuit (saison 5 épisode 37) : Jess Omega / Tony Beddoe
- 1956 : Schlitz Playhouse of Stars : Repercussion (saison 5 épisode 46) : Ronnie Simpson
- 1956 : The George Burns and Gracie Allen Show (en) : The Newlyweds (saison 6 épisode 27) : Le capitaine
- 1956 : The George Burns and Gracie Allen Show (en) : The Switchboard Operator (saison 6 épisode 40) : Mr. Randolph
- 1956 : The Adventures of Jim Bowie : Trapline (saison 1 épisode 5) : Jacques
- 1956 : The Adventures of Jim Bowie : Natchez Trace (saison 1 épisode 7) : Garreaux
- 1956 : Wire Service : The Johnny Rath Story (saison 1 épisode 4) : Roger Rath
- 1956 : Science Fiction Theatre : Sun Gold (saison 2 épisode 32) : Howard Evans
- 1956 : Studio 57 : The Ballad of Jubal Pickett (saison 3 épisode 13) : Brent Cameron
- 1956 : General Electric Theater : À Child Is Born (saison 5 épisode 13)
- 1956 : Chevron Hall of Stars : Heart of a Dream : Le mari
- 1956 : Cavalcade of America (en) : The Jackie Jensen Story (saison 4 épisode 20) : Ralph Kerchum
- 1956 : La Flèche brisée : Battle at Apache Pass (saison 1 épisode 2) : Captain Carstairs
- 1956 : Letter to Loretta : Double Partners (saision 4 épisode 1) : Sergent Tuttle
- 1956-1961 : Cheyenne : Mustang Trail (saison 2 épisode 6) : Sam Wilson
- 1956 : Letter to Loretta : The Years Between (saision 4 épisode 7) : Ned Tucker
- 1956 : Lassie : The Crop Duster (saison 2 épisode 35) : Steve Talbot
- 1957 : Panic! : The Boy (saison 1 épisode 3) : Mr. Williams
- 1957 : Cavalcade of America (en) : Shark of the Mountain (saison 5 épisode 27) : Zack Garson
- 1957 : The People's Choice : The Late Husband (saison 2 épisode 28) : le photographe
- 1957 : Navy Log (en) : Goal... Mach Two (saison 2 épisode 30) : Bill Bridgeman
- 1957 : Crossroads : Convict 1321, Âge 21 (saison 2 épisode 32) : Avocat de la défense
- 1957 : Official Detective : The Wristwatch (saison 1 épisode 12) : Liquor Store Owner
- 1957 : Climax! : Trial by Fire (saison 3 épisode 43) : Greg Borchers
- 1957 : The Silent Service : The Tigrone Sets a Record (saison 1 épisode 8) : Dayforth
- 1957 : The Silent Service : The Nautilus Story (saison 1 épisode 32)
- 1957 : Monsieur et Madame détective : Unwelcome Alibi (saison 1 épisode 14) : Kessler
- 1957 : The Gray Ghost : The Rivals (saison 1 épisode 22) : Capt. Steven Craig USN
- 1957 : Trackdown : Look for the Woman (saison 1 épisode 10) : Bill Judson
- 1957 : Dick Powell's Zane Grey Theatre (en) : Village of Fear (saison 1 épisode 21) : Donnelly
- 1958 : La Flèche brisée : Water Witch (saison 2 épisode 15) : Hode Bowers
- 1957 : State Trooper : The One That Didn't Get Away (saison 1 épisode 26) : Bob Milner
- 1957 : Richard Diamond : The Chess Player (saison 1 épisode 8) : Norman Dewitt
- 1957 : La Grande Caravane : The Ruth Owens Story (saison 1 épisode 4) : Ralph Carr
- 1957 : Letter to Loretta : So Bright a Light (saision 4 épisode 27) : Bill Stevens
- 1957 : Letter to Loretta : The Defense (saision 5 épisode 2) : Bill Harmon
- 1958 : State Trooper  : Cable Car to Tombstone (saison 2 épisode 9) : Detective Wes James / Johnny Henderson
- 1958 : Alcoa Theatre : Even a Thief Can Dream (saison 1 épisode 12) : Mr. Stevens
- 1958 : Meet McGraw : The Diamond (saison 1 épisode 40) : Lloyd Deforest
- 1958 : Perry Mason : The Case of the Corresponding Corpse (saison 2 épisode 1) : George Hartley Beaumont[1]
- 1958 : Trackdown : Trapped (saison 2 épisode 6) : Brett Hudson
- 1958 : The Donna Reed Show : Three-Part Mother (saison 1 épisode 7) : Woody Graham
- 1958 : Flight : Final Approach (saison 1 épisode 17) : Major George Gilman
- 1958 : Westinghouse Desilu Playhouse : The Night the Phone Rang (saison 1 épisode 8) : Lieutenant White
- 1958 : The Texan (en) : The Lord Will Provide (saison 1 épisode 14) : Révérend Kilgore
- 1958 : Au nom de la loi : Ricochet (Ricochet) (saision 1 épisode 12) : Dr. Matt Conners
- 1958 : The Life and Legend of Wyatt Earp : Big Brother Virgil (saison 3 épisode 28) : Virgil Earp
- 1958 : M Squad : Guilty Alibi (saison 1 épisode 31) : Vincent Hurd
- 1959 : Border Patrol : Rocky Mountain Story (saison 1 épisode 17) : Burrows
- 1959 : Rescue 8 : Tower of Hate (saison 1 épisode 31) : Bill Miller
- 1959 : Mike Hammer : Swing Low, Sweet Harriet (saison 2 épisode 16) : Orson Keller
- 1959 : 21 Beacon Street : The Exécution (saison 1 épisode 6) : Harry Kramer
- 1959 : The Life and Legend of Wyatt Earp : Arizona Comes to Dodge (saison 4 épisode 37) : Virgil Earp
- 1959 : The Life and Legend of Wyatt Earp : Dodge City: Hail and Farewell (saison 5 épisode 1) : Virgil Earp
- 1959 : The Life and Legend of Wyatt Earp : The Trail to Tombstone (saison 5 épisode 2) : Virgil Earp
- 1959 : M Squad : Ten Minutes to Doomsday (saison 3 épisode 1) : Police Sgt. Smith
- 1959 : Richard Diamond : The Runaway (saison 3 épisode 23) : Walter Cummings
- 1959 : Men into Space (en) : Moonquake (saison 1 épisode 6) : Dr George Batton
- 1959 : Les Aventuriers du Far West : The Reluctant Gun (saison 8 épisode 13) : Temple Houston
- 1959 : Special Agent 7 : The Lady from Louisville (saison 1 épisode 5) : Inslow
- 1959 : Intrigues à Hawaï : Malihini Holiday (saison 1 épisode 1) : Bill Garrison
- 1959 : Markham : The Duelists (saison 1 épisode 12) : Larry Blanchard
- 1959 : Alcoa Presents: One Step Beyond : Emergency Only (saison 1 épisode 3) : Charlie Towne
- 1959 : Rawhide : Canicule (Incident of the Dog Days) (saison 1 épisode 14) : Carl Myers
- 1959 : Lock Up : The Failure (saison 1 épisode 4)
- 1960 : Pony Express (en) : The Theft (saison 1 épisode 20)
- 1960 : Markham : The Ambitious Wife (saison 1 épisode 32) : Al Forester
- 1960 : Maverick : The White Widow(saison 3 épisode 19) : Mayor Cosgrove
- 1960 : Alcoa Presents: One Step Beyond : Who Are You? (saison 2 épisode 20) : George Warren
- 1960 : Dick Powell's Zane Grey Theatre (en) : The Sunday Man (saison 4 épisode 21) : Donnelly
- 1960 : Bonne chance M. Lucky : I Bet Your Life (saison 1 épisode 24) : Horace Young
- 1960 : Colt .45 (en) : Chain of Command (saison 3 épisode 17) : Maj. Parker
- 1960 : The Ann Sothern Show : Doubting Devery (saison 2 épisode 29) : Grant
- 1960 : Tightrope : A Matter of Money (Saison 1 épisode 36) : Charlie
- 1960 : The Chevy Mystery Show : Fear Is the Parent (saison 1 épisode 5) : Dr Reinecke
- 1960 : Lock Up : Flying High (saison 2 épisode 4)
- 1960 : Michael Shayne : Call for Michael Shayne (saison 1 épisode 5) : Roger Morgan
- 1960 : The Rebel : Land (saison 1 épisode 20) : Dr Mac
- 1960 : The Rebel : Explosion (saison 2 épisode 11) : Sheriff Barney Cagle
- 1960 : Assignment underwater : The Medal (saison 1 épisode 16) : Capt. Pete Barry
- 1960 : Stagecoach west : By the Deep Six (saison 1 épisode 12) : Frank Walker
- 1960 : Laramie : Three Rode West (saison 2 épisode 3) : Jack Adams
- 1960 : Leave It to Beaver : Wally's Election (saison 3 épisode 19) : Mr. Hyatt
- 1960 : Remous : The Catalyst (saison 3 épisode 32) : USCG Commander Steve Barnes
- 1960 : Cheyenne : Alibi for the Scalped Man (saison 4 épisode 12) : Reed Kingsley
- 1960 : Lassie : The Maverick (saison 6 épisode 19) : Joe Smith
- 1960 : Gunsmoke : Groat's Grudge (saison 5 épisode 17) : Lee
- 1960 : Gunsmoke : The Lady Killer (saison 5 épisode 32) : Grant Lucas
- 1961 : Leave It to Beaver : Teacher's Daughter (saison 4 épisode 15) : Mr. Foster
- 1961 : Letter to Loretta : Enter at Your Own Risk (saision 8 épisode 14) : père Pius
- 1961 : Au nom de la loi : Le Lâche (The Last Retreat) (saision 3 épisode 16) : Jim Lawton
- 1961 : Thriller : The Merriweather File (saison 1 épisode 21) : Charles Merriweather
- 1961 : The Barbara Stanwyck Show (en) : Shock (saison 1 épisode 22) : colonel Hawthorne
- 1961 : Les Incorruptibles : Second témoignage (Testimony of Evil) (saison 2 épisode 23) : David Mantley
- 1961 : The Best of the Post : Off the Set (saison 1 épisode 22) : Barry
- 1961 : Sugarfoot : Trouble at Sand Springs (saison 4 épisode 9) : Jeff Hackett
- 1961 : The Case of the Dangerous Robin : The Patient Died (saison 1 épisode 29)
- 1961 : The Asphalt Jungle : The Last Way Out (saison 1 épisode 6) : George
- 1961 : Angel : The Trailer (saison 1 épisode 29) : Dave
- 1961 : Peter Gunn : Last Resort (saision 3 épisode 31) : Nat Koenig
- 1961 : Remous : Point of No Return (saison 4 épisode 1) : USCG Lt. Dave Tulley
- 1961 : Remous : The Destroyers (saison 4 épisode 3) : USCG Lt. Dave Tulley
- 1961 : Remous : Vital Error (saison 4 épisode 4) : USCG Lt. Dave Tulley
- 1961 : Remous : Rescue (saison 4 épisode 7) : USCG Commander Bill Brady
- 1961 : Remous : Starting Signal (saison 4 épisode 35) : USCG Lt. Pete Gregory
- 1961 : Cheyenne :Winchester Quarantine (saison 6 épisode 1) : Ernie Ransom
- 1961 : Intrigues à Hawaï : The Queen from Kern County (saison 3 épisode 9) : Martin Rondell
- 1961 : Laramie : Widow in White (saison 2 épisode 33) : Collins
- 1961 : Laramie : Handful of Fire (saison 3 épisode 10) : Corporal Harris
- 1961 : The Jack Benny Program : Jack Goes to the Vault (saison 11 épisode 12)
- 1961 : The Jack Benny Program : Tennessee Ernie Ford Show (saison 12 épisode 5) : Jack's TV Director
- 1961 : The Jack Benny Program : Jack Goes to Cafeteria (saison 12 épisode 8) : Fred - Jack's TV Director
- 1961 : The Andy Griffith Show : The Clubmen (saison 2 épisode 10) : Tom Wilson
- 1961 : Bonanza : L'escroquerie du Mont Tonnerre (The Thunderhead Swindle) (saison 2 épisode 30) : Watkins
- 1962 - 1971 : Le Virginien : 61 épisodes (shérif Mark Abbott)
- 1962 : Cain's Hundred : Take a Number (saison 1 épisode 15) : Lieutenant Spencer
- 1962 : L'Homme à la carabine : Gunfire (saison 4 épisode 16) : Ben Johnson
- 1962 : Échec et mat : The Sound of Nervous Laughter (saison 2 épisode 18) : Jerry Bronson
- 1962 : La Grande Caravane : The Jeff Hartfield Story (saison 5 épisode 20) : Mr. Adams
- 1962 : Rawhide : Une ville corrompue (Incident of the Greedy Town) (saison 4 épisode 19) : Bix Thompson
- 1962 : Le grand prix : Mi's Citizenship (saison 2 épisode 23) : Mark Fielding
- 1962 : Target: The Corruptors : The Malignant Hearts (saison 1 épisode 25)
- 1962 : Surfside 6 (en) : Elegy for a Bookkeeper (saison 2 épisode 28) : Frank Eliot
- 1962 : Going My Way : Mr. Second Chance (saison 1 épisode 9) : Ken Hamlin
- 1962 : Saints and Sinners : A Servant in the House of My Party (saison 1 épisode 7) : Gil Joyner
- 1962 : Saints and Sinners : Judith Was a Lady (saison 1 épisode 11) : Bert Feller
- 1962 : Sam Benedict : Hear the Mellow Wedding Bells (saison 1 épisode 8) : Marty Rhodes
- 1962 : The Dick Powell Show (en) : The Big Day (saison 2 épisode 13) : Pete Bordon
- 1962 : Sam Benedict : Too Many Strangers (saison 1 épisode 13) : Marty Rhodes
- 1962 : The Jack Benny Program : Police Station Show (saison 12 épisode 16) : Fred
- 1962 : The Jack Benny Program : Alexander Hamilton Story (saison 12 épisode 20) : Fred
- 1962 : The Jack Benny Program : Shari Lewis Show (saison 12 épisode 21)
- 1962 : The Jack Benny Program : Modern Prison Sketch (saison 12 épisode 25) : Freddie - Jack's TV Director
- 1963 : Dr. Kildare : Jail Ward (saison 2 épisode 19) : Asst. District Attorney
- 1963 : The Dakotas : Trial at Grand Forks (saison 1 épisode 12) : Roger Carlson
- 1963 : Sam Benedict : Seventeen Gypsies and a Sinner Named Charlie (saison 1 épisode 24) : Marty Rhodes
- 1963 : Sam Benedict : Season for Vengeance (saison 1 épisode 28) : Marty Rhodes
- 1963 - 1965 : Hôpital central : Lee Baldwin
- 1963 : Arrest and Trial (en) : Isn't It a Lovely View (saison 1 épisode 2) : Kearney
- 1963 : The Jack Benny Program : Jack Fires Don (saison 13 épisode 24) : Freddie - Jack's Director
- 1963 : La Quatrième Dimension : Death Ship (saison 4 épisode 6) : Kramer
- 1963 : The Jack Benny Program : Dennis Drives Jack to the Hospital (saison 14 épisode 10)
- 1963 : Suspicion : Blood Bargain (saison 2 épisode 5) : Lt. Geer
- 1963 :  Mr. Novak : X Is the Unknown Factor (saison 1 épisode 4) : Roy Daniels
- 1964 : The Jack Benny Program : Jack Renews Driver's License (saison 14 épisode 24) : Freddie - Jack's TV Director
- 1964 : The Jack Benny Program : Jack Goes to the Allergy Doctor (saison 14 épisode 26) : Director
- 1964 :  Mr. Novak : One Monday Afternoon (saison 2 épisode 5) : Millard Wright
- 1964 : Gomer Pyle: USMC : Pay Day (saison 1 épisode 6) : général Wells
- 1964 : Petticoat Junction :My Dog the Actor (saison 2 épisode 6) : Mr. Talbot
- 1964 : Harris Against the World : Harris Against Aunt Cora (saison 1 épisode 7) : Barney Corel
- 1964 : The Dick Van Dyke Show : The Brave and the Backache (saison 3 épisode 20) : Dr Philip Nevins
- 1964 : Adèle : Mix-Up on Marshall Road (saison 4 épisode 10) : Howard North
- 1965 : Le Fugitif : Masquerade (saison 2 épisode 26) : Desk deputy
- 1965 : The Smothers Brothers Show : There's Something About a Sailor (saison 1 épisode 1) : L'officier de police
- 1965 : The Dick Van Dyke Show : Uhny Uftz (saison 5 épisode 3) : Dr Phil Ridley
- 1965 : Monsieur Ed, le cheval qui parle : Love and the Single Horse (saison 6 épisode 5) : Dexter Crowley
- 1965 : The Andy Griffith Show : The Taylors in Hollywood (saison 6 épisode 8) : Al Saunders
- 1965 : L'Extravagante Lucy : Lucy and the Return of Iron Man (saison 4 épisode 11) : le directeur
- 1965 : The Long, Hot Summer (en) : Track the Man Down (saison 1 épisode 14) : Stiles
- 1966 : Tammy : Larnin' Works Wonders (saison 1 épisode 22) : shérif
- 1966 : Combat ! : The Flying Machine (saison 4 épisode 24) : Lt. Colonel
- 1966 : 12 O'Clock High (en) :Cross-Hairs on Death (saison 2 épisode 27) : MP Major Bart
- 1966 : A Man Called Shenandoah : Requiem for the Second (saison 1 épisode 32) : Sheriff
- 1966 : Au cœur du temps : Le Chemin de la lune (titre original :One Way to the Moon) : Dr. Brandon
- 1966 : Sur la piste du crime : The Divided Man (saison 1 épisode 25) : Carter Graham
- 1966 : Sur la piste du crime : The Escape (saison 2 épisode 2) : Ray Schuyler
- 1966 : Bonanza : Jamie, la terreur (The Trouble with Jamie) (saison 7 épisode 25) : Matthew
- 1967 : Au cœur du temps : Ceux qui viennent des étoiles (titre original :Visitors from Beyond the Stars) : Sheriff
- 1967 : Pistols 'n' Petticoats : The Taming of Sorry Water (saison 1 épisode 24) : Link Lawson
- 1967 : Les Envahisseurs : L'Astronaute (Moonshot) (saison 1 épisode 15) : PIO McNally
- 1967 : Les Envahisseurs : Conférence au sommet - 1re partie (Summit Meeting - Part 1) (saison 2 épisode 9) : Hôtel Detective
- 1967 : Brigade criminelle : A Blueprint for Dying (saison 1 épisode 27) : Ogden
- 1967 : Brigade criminelle : The Counterfeit Cop (saison 2 épisode 2) : Carruthers
- 1967 : Brigade criminelle : The 30-Gram Kill (saison 2 épisode 4) : Norman Braddock
- 1967 : Sur la piste du crime : The Executioners: Part 2 (Saison 2 épisode 26)
- 1967 : Sur la piste du crime : A Sleeper Wakes (saison 3 épisode 7) : Neal Greenwood
- 1968 : Les Envahisseurs : Contre-attaque (Counter-Attack)(saison 2 épisode 18) : Prof. Eliot Kramer
- 1968 : Les Espions : Turnabout for Traitors (saison 3 épisode 19) : Nate
- 1968 : Les Règles du jeu : Fear of High Places (saison 1 épisode 1) : attaché de presse
- 1968 : The Outsider : A Time to Run (saison 1 épisode 6) : Starnes
- 1968 : Brigade criminelle : The Flip Side of Fear: Part 1 (saison 2 épisode 18) : William Torrence
- 1968 : Brigade criminelle : The Flip Side of Fear: Part 2 (saison 2 épisode 19) : William Torrence
- 1968 : Brigade criminelle : Kiss Me, Kill You (saison 3 épisode 5) : procureur Avery
- 1968 : Les Mystères de l'Ouest : La Nuit des cyclopes (titre original : The Night of the Avaricious Actuary) : général Caswell
- 1968 : Sur la piste du crime : Homecoming (saison 3 épisode 18) : Greene
- 1969 : Lassie : No Margin for Error (saison 16 épisode 4) : Chuck
- 1969 : L'Homme de fer : Bombe ou pétard (Not With a Whimper, But a Bang) (saison 2 épisode 26) : Ohrlich
- 1969 : Sur la piste du crime : The Patriot (saison 4 épisode 19) : Ben McIntire
- 1969 : La Nouvelle Équipe : Fear Is the Bucking Horse (saison 1 épisode 17) : Charlie Tyson
- 1969 : La Nouvelle Équipe : Peace Now - Arly Blau (saison 1 épisode 25) : général George Blau
- 1969 : La Nouvelle Équipe : The Debt (saison 2 épisode 14) : Howard Sanders
- 1970 : Auto-patrouille : Log 24: A Rare Occasion (saison 2 épisode 17) : Mr. Richmond
- 1970 : Doris comédie : Doris Hires a Millionaire: Part 1 (saison 2 épisode 20) : Mr. Clark
- 1970 : Doris comédie : Doris Hires a Millionaire: Part 2 (saison 2 épisode 21) : Mr. Clark
- 1970 : La Nouvelle Équipe : See the Eagles Dying (saison 3 épisode 2) : John Jeffers
- 1970 : L'Homme de fer : Liberté surveillée (Tom Dayton Is Loose Among Us) (saison 3 épisode 26) : Dr Morton
- 1971 : L'Homme de fer : La femme en noir (In the Line of Duty) (saison 5 épisode 5) : Samuel Cohen
- 1971 : Sarge : A Company of Victims (saison 1 épisode 11) : le commissaire Robert O'Neil
- 1971 : O'Hara, U.S. Treasury : Operation: Moonshine (saison 1 épisode 13) : Dr John Snyder
- 1971 : Owen Marshall, Counselor at Law : Until Proven Innocent (saison 1 épisode 12) : Maurice Delaney
- 1971 : La Nouvelle Équipe : Exit the Closer (saison 4 épisode 9) : Sanders
- 1972 : Cannon : L'Imposteur (Blood On the Vine) (saison 1 épisode 19) : le chef de police Jacoby
- 1972 : Owen Marshall, Counselor at Law : Shine a Light on Me (saison 1 épisode 19) : D.A.
- 1972 : Mission impossible : L'Arme absolue (Tod-5) (saison 7 épisode 5) : Paul Morse
- 1972 : The New Dick Van Dyke Show : Headaches (saison 2 épisode 6) : Dr Saunders
- 1972 : Sur la piste du crime : The Engineer (saison 8 épisode 7) : Graham Carter
- 1973 : Bonanza : La créance (The Witness) (saison 14 épisode 13) : Harvey Walters
- 1973 : Kung Fu : Œil pour œil (An Eye for An Eye) (saison 1 épisode 5) : Capt. Burns
- 1973 : La Nouvelle Équipe : Scion of Death (saison 5 épisode 20) : Sam Brodie
- 1973 : Docteur Marcus Welby : For Services Rendered (saison 5 épisode 3) : directeur de banque
- 1973 : The New Perry Mason : The Case of the Cagey Cager (Deuxième série épisode 9) : Aaron Hayden
- 1973 : Emergency! : Audit (saison 2 épisode 21) : Foreman
- 1973 : Griff : Hammerlock (saison 1 épisode 10)
- 1973 : Emergency! : The Old Engine (saison 3 épisode 2) : Harvey
- 1973 : Barnaby Jones : Perchance to Kill (saison 1 épisode 5) : Dr Dean Sanders
- 1973 : Barnaby Jones : Echo of a Murder (saison 2 épisode 3) : shérif
- 1974 : Here's Lucy : Lucy, the Sheriff (saison 6 épisode 18) : Chuck Stewart
- 1974 : S.O.S. Hélico : The Drop (saison 1 épisode 6) : Dr Doyle
- 1974 : Gunsmoke : The Tarnished Badge (saison 20 épisode 9) : Conway
- 1974 : Emergency! : Gossip (saison 4 épisode 3) : Supervisor
- 1974 : Barnaby Jones : Dead Man's Run (saison 3 épisode 2) : shérif McKean
- 1975 : Section 4 : A Coven of Killers (saison 1 épisode 3) : Roger Forbes
- 1975 : Columbo : La Femme oubliée : Dr Lansberg
- 1975 : Shazam! : Double Trouble (saison 2 épisode 4) : shérif Martin
- 1975 : Emergency! : One of Those Days (saison 5 épisode 9) : Harry Grinnell
- 1975 : Barnaby Jones : Blood Relations (saison 4 épisode 11) : Marvin Kates
- 1975 : Ellery Queen, à plume et à sang : Too Many Suspects (pilote de la série) : Judge
- 1975 : The Blue Knight : Two to Make Deadly (saison 1 épisode 1) : Rice
- 1976 : Phyllis : Boss or Buddy or Both or Neither (saison 2 épisode 5) : journaliste
- 1976 : Switch : Before The Holocaust : Chef Mulray
- 1976 : Super Jaimie : Derrière les barreaux (The Jailing of Jaime)(saison 1 épisode 12) : général Partridge
- 1976 : The Blue Knight : Everybody Needs a Little Attention (saison 1 épisode 13) : Sgt. Rice
- 1977 : Wonder Woman : Jeux mortels (The Deadly Toys) (saison 2 épisode 12) : Dr Lazaar
- 1980 : Lou Grant : Nightside (saison 4 épisode 1) : Russ Menefee
- 1980 : Shérif, fais-moi peur : Copie non conforme (Baa, Baa White Sleep) (saison 3 épisode 8) : Finchburg Sheriff
- 1980 : La Famille des collines : The Remembrance (saison 8 épisode 18) : colonel Usselbury
- 1981 : Dallas : Le traquenard (Full circle) (saison 4 épisode 22)
- 1982 : La Petite Maison dans la prairie : Les Bâtisseurs d'Empire (The Empire Builders) (saison 9 épisode 9) : Atty. Webb
- 1983 : Agence tous risques : La Pêche miraculeuse (There's Always a Catch) (saison 2 épisode 9) : Docteur - en salle d'opération
- 1985 : Alfred Hitchcock présente : Pilote de la série : Glendon (épisode : An Unlocked Window)

#### Téléfilms
- 1955 : David Hartman: Counterspy de Jus Addiss : agent Madden
- 1961 : The Adventures of Superboy de George Blair
- 1963 : Opération F.B.I à Cap Canavéral (titre original : FBI Code 98) de Leslie H. Martinson : agent spécial Vernon Lockhart
- 1970 : Le Terrible Secret (titre original : Crowhaven Farm) de Walter Grauman : Fritz Allen
- 1970 : Cavale pour un magot (titre original : Breakout) de Richard Irving
- 1971 : L'Homme de papier de Walter Grauman : shérif
- 1971 : Enlèvement par procuration de Corey Allen : Ralph Larson
- 1971 : The Trackers de Earl Bellamy : Captain
- 1972 : The Longest Night (en) de Jack Smight: Dr Steven Clay
- 1972 : Qui a tué Susan ? (titre original : The Victim) de Herschel Daugherty : 1er patrouilleur
- 1973 : Le Train de l'angoisse (titre original : Runaway) de David Lowell Rich : Dr Phillips
- 1973 : Linda de Jack Smight : agent Ramsey
- 1978 : Doctors' Private Lives de Steven Hilliard Stern : Lou Wise
- 1980 : Bogie de Vincent Sherman : Howard Hawks